# Michael Frayn
Michael Frayn, né le 8 septembre 1933 à Mill Hill, est un dramaturge et romancier britannique. Il étudie le russe durant son service militaire puis la philosophie à Cambridge. Il devient journaliste, notamment au Guardian et à l'Observer.
Il traduit des œuvres de Léon Tolstoï et de Anton Tchekhov. Puis, il se consacre à l'écriture de romans et de pièces de théâtre. Il est surtout connu par ses pièces de théâtre Noises Off, Copenhagen et Democracy. Sa pièce Copenhagen a obtenu le Tony Award de la meilleure pièce en 2000.

## Œuvres
Pièces de théâtre
- 1975 : Alphabetical Order
- 1976 : Clouds
- 1982 : Noises Off (En sourdine les sardines, puis Silence en coulisses)
- 1995 : Le Bonheur des autres de Michael Frayn, mise en scène Jean-Luc Moreau, Théâtre Fontaine
- 1998 : Copenhagen
- 2000 : Alarmes, etc.[1]
- 2003 : Democracy

Romans
- 1968 : Une vie très privée (A Very Private Life)
- 1999 : Headlong, sélectionné pour le prix Booker
- 2002 : Espions (Spies)
- 2012 : Bienvenue à Skios (Skios)